# Nismo
Nismo (afkorting voor "Nissan Motorsports") (Japans: ニッサン・モータースポーツ・インターナショナル株式会社, Nissan Mōtā Supōtsu Intānashonaru Kabushiki-gaisha) is de motorsporttak van Nissan Motor Co., Ltd.
Nismo is in 1984 ontstaan als gevolg van een samensmelting van twee motorsportafdelingen van Nissan: Publication Division 3 en Special Car Testing Division. Het doel van deze samensmelting was het specialiseren in competitieve autosport.
Een van de bekendste auto's die Nismo heeft ontwikkeld is de Skyline GT-R.
Nismo maakt verschillende aftermarketproducten voor Nissan, zoals spoilers, velgen en motoronderdelen.